# Temple protestant de Libourne
Le temple protestant de Libourne est un lieu de culte situé place de la Croix-Rouge à Libourne, sous-préfecture de la Gironde. La paroisse de Libourne-Castillon-Flaujagues est membre de l'Église protestante unie de France.

## Histoire
Au XIVe siècle, est consacrée la chapelle de l'hôpital Saint-James, premier établissement médical de la ville. C'est également un hospice sur les chemins de Saint-Jacques-de-Compostelle - James est le nom anglais de l'apôtre Jacques, et le duché de Guyenne Aquitaine est jusqu'à la Guerre de Cent Ans une possession du roi d'Angleterre. Elle est reconstruite en 1728, puis désaffectée à la Révolution française. Les bâtiments deviennent alors une caserne de pompiers.
En 1859, à 23 ans, Jules Steeg devient le premier pasteur de la communauté protestante de Libourne. En 1869, la chapelle est confiée au consistoire réformé de Libourne et devient un temple protestant. L'inauguration a lieu le 13 novembre 1869 et le pasteur Steeg prêche sur le texte gravé au fronton du temple « Dieu est esprit ; il faut l'adorer en esprit et en vérité ».
Jules Steeg conserve sa fonction de pasteur jusqu'en 1877. Il est élu député de la Gironde en 1881, et participe au cabinet Jules Ferry pour mettre en place l'école gratuite, laïque et obligatoire, aux côtés d'autres pédagogue protestants, Ferdinand Buisson et Félix Pécaut,,.
Aujourd'hui, la communauté s'engage avec le centre d'hébergement d'urgence de Libourne, dans le dialogue interreligieux, et pour les droits humains avec l'Action des chrétiens pour l'abolition de la torture (ACAT),. Elle abrite une chorale et une association culturelle fondée en 1980, le centre protestant de rencontre (CPR).

### Pasteurs
- 2007-2011 : Bernard Antérion[11]
- 2012-2018 : Catherine Levi[12]
- 2019-actuellement : Bertrand Vergniol[13]

## Architecture
Le temple est situé place de la Croix-rouge, dans le centre historique de la Bastide, à proximité de la synagogue et de l'église Saint-Jean-Baptiste de Libourne. Le bâtiment est bordé par les rues Roudier et Michel de Montaigne, philosophe bordelais amis des protestants, et dont un frère et deux sœurs avaient embrassé la Réforme. Il s'ouvre sur la place du doyen Jean Carbonnier (1908-2003), un célèbre juriste protestant né à Libourne.  En juin 2015 est élargi le parvis devant l'entrée du temple.
Le porche est flaqué de deux colonnettes engagées, avec chapiteaux à volutes. Le portail présente un bas-relief représentant une Bible ouverte, symbole traditionnel des temples protestants, reposant sur une croix nue (sans représentation de Jésus crucifiée, pour insister sur la bonne nouvelle de la Résurrection plutôt que sur la souffrance de la Passion) et nimbé de rayons de lumières. Sur les pages du livre est gravé « Dieu est esprit ; il faut l'adorer en esprit et en vérité », un verset de l'Évangile selon Jean 4, 24. Un texte souvent inscrit au fronton des temples protestants, particulièrement ceux qui étaient de tendance libérale. Sur le linteau porte, peint en lettre dorée sur fond bleu, est écrit « Aimez-vous les uns les autres », une citation de Jean 15, 12.